# سنسی (دی‌سی کامیکس)
سِنسِی (به انگلیسی: Sensei) یک شخصیت خیالی ابرشرور در دنیای اشتراکی و کتاب‌های کامیک آمریکایی منتشر شده توسط دی‌سی کامیکس است. این شخصیت توسط نیل آدامز خلق شده‌است که برای اولین بار در شمارهٔ ۲۱۵ مجموعه ماجراهای عجیب (نوامبر-دسامبر ۱۹۶۸) حضور یافت. بعدها مشخص شد او پدر دلسرد شخصیت بدذات دنیای دی‌سی رأس‌الغول، رهبر سابق انجمن سایه‌ها، و یکی از خطرناکترین مبارزان در جهان دی‌سی است. او استاد و آموزگار هنرهای رزمی (سنسی)، و یکی از دشمنان شخصیت ابرقهرمان بتمن محسوب می‌شود.

## توانایی‌ها و قدرت‌ها
سنسی استاد هنرهای رزمی، و همچنین رهبری حیله‌گر است. عمر طولانی به سبب چاه لازاروس پیت در طول قرن‌ها به او اجازه یادگیری ده‌ها سبک از هنرهای رزمی داده است. او به راحتی قادر به شکست و زخمی نمودن بتمن در عرض چند دقیقه شد، اما به علت سن بالا، دارای استقامت بسیار پایینی است و به سرعت خسته و عاجز می‌شود.